# Бохінська-Бела
Бохінська-Бела (словен. Bohinjska Bela) — поселення в общині Блед, Горенський регіон, Словенія. Висота над рівнем моря: 477,8 м.